# A Time for Killing
A Time for Killing is een Amerikaanse western uit 1967 onder regie van Phil Karlson en Roger Corman. Destijds werd de film in Nederland en Vlaanderen uitgebracht onder de titel Het commando der wrake.

## Verhaal
Tijdens de Amerikaanse Burgeroorlog weten enkele soldaten van de Confederatie te ontsnappen uit de cel. Op weg naar de grens met Mexico doden ze een vijandige koerier met het bericht over de wapenstilstand. De mannen houden het nieuws geheim en raken al vlug slaags met de vijand, die niet weet dat de oorlog afgelopen is.

## Rolverdeling
| Acteur              | Personage               |
| ------------------- | ----------------------- |
| Inger Stevens       | Emily Biddle            |
| Glenn Ford          | Majoor Tom Wolcott      |
| Paul Petersen       | Blue Lake               |
| Timothy Carey       | Billy Cat               |
| Kenneth Tobey       | Sergeant Cleehan        |
| Richard X. Slattery | Korporaal Paddy Darling |
| Harrison Ford       | Luitenant Shaffer       |
| Kay E. Kuter        | Owelson                 |
| Dick Miller         | Zollicoffer             |
| Emile Meyer         | Kolonel Harris          |
| Marshall Reed       | Stedner                 |
| George Hamilton     | Kapitein Dorrit Bentley |
| Max Baer jr.        | Sergeant Luther Liskell |
| Todd Armstrong      | Luitenant Prudessing    |
| Duke Hobbie         | Luitenant Frist         |